# HC PK Vřesová
HC PK Vřesová (celým názvem: Hockey Club PK Vřesová) byl český klub ledního hokeje, který sídlil v obci Vřesová v Karlovarském kraji. V letech 2011–2016 působil nepřetržitě v Karlovarské krajské lize, čtvrté české nejvyšší soutěži ledního hokeje. Založen byl v roce 1972, zanikl v roce 2016.
Své domácí zápasy odehrával v Sokolově na tamějším zimním stadionu s kapacitou 6 000 diváků.

## Přehled ligové účasti
Stručný přehled
Zdroj:
- 1992–1993: Krajský přebor regionální I. třídy – Západní Čechy (sk. B) (4. ligová úroveň v Československu)
- 1993–1994: Krajský přebor regionální I. třídy – Západní Čechy (sk. B) (4. ligová úroveň v České republice)
- 1994–1995: Krajský přebor regionální I. třídy – Západní Čechy (sk. A) (4. ligová úroveň v České republice)
- 1995–1996: Krajský přebor regionální I. třídy – Západní Čechy (4. ligová úroveň v České republice)
- 2003–2007: Karlovarský krajský přebor (4. ligová úroveň v České republice)
- 2007–2009: Ústecký a Karlovarský krajský přebor (4. ligová úroveň v České republice)
- 2010–2011: Karlovarská krajská soutěž – sk. A (5. ligová úroveň v České republice)
- 2011–2012: Ústecká a Karlovarská krajská liga (4. ligová úroveň v České republice)
- 2012–2016: Karlovarská krajská liga (4. ligová úroveň v České republice)

Jednotlivé ročníky
Zdroj:
Legenda: ZČ - základní část, červené podbarvení - sestup, zelené podbarvení - postup, fialové podbarvení - reorganizace, změna skupiny či soutěže
| Československo (1992 – 1993) |                                                            |           |          |                                       |                       |
| Sezóny                       | Soutěž                                                     | Úroveň    | ZČ       | Play-off, nadstavba, sk. o udržení... | Poznámky              |
| 1992/93                      | Krajský přebor regionální I. třídy – Západní Čechy (sk. B) | 4. úroveň | ?. místo |                                       |                       |
| Česko (1993 – 2016)          |                                                            |           |          |                                       |                       |
| Sezóny                       | Soutěž                                                     | Úroveň    | ZČ       | Play-off, nadstavba, sk. o udržení... | Poznámky              |
| 1993/94                      | Krajský přebor regionální I. třídy – Západní Čechy (sk. B) | 4. úroveň | ?. místo |                                       | Změna skupiny         |
| 1994/95                      | Krajský přebor regionální I. třídy – Západní Čechy (sk. A) | 4. úroveň | ?. místo |                                       | Reorganizace          |
| 1995/96                      | Krajský přebor regionální I. třídy – Západní Čechy         | 4. úroveň | 4. místo |                                       |                       |
| ...                          |                                                            |           |          |                                       |                       |
| 2003/04                      | Karlovarský krajský přebor                                 | 4. úroveň | 3. místo |                                       |                       |
| 2004/05                      | Karlovarský krajský přebor                                 | 4. úroveň | 4. místo | Nadstavbová část (5. místo)           |                       |
| 2005/06                      | Karlovarský krajský přebor                                 | 4. úroveň | 4. místo | Finálová skupina (3. místo)           |                       |
| 2006/07                      | Karlovarský krajský přebor                                 | 4. úroveň | 3. místo | Finálová skupina (4. místo)           | Reorganizace          |
| 2007/08                      | Ústecký a Karlovarský krajský přebor                       | 4. úroveň | 6. místo | Nadstavba KV kraje (3. místo)         |                       |
| 2008/09                      | Ústecký a Karlovarský krajský přebor                       | 4. úroveň | 4. místo | Nadstavba KV kraje (2. místo)         | Odstoupení ze soutěže |
| ...                          |                                                            |           |          |                                       |                       |
| 2010/11                      | Karlovarská krajská soutěž – sk. A                         | 5. úroveň | 1. místo |                                       | Postup                |
| 2011/12                      | Ústecká a Karlovarská krajská liga                         | 4. úroveň | 7. místo | Nadstavba KV kraje (3. místo)         | Reorganizace          |
| 2012/13                      | Karlovarská krajská liga                                   | 4. úroveň | 1. místo |                                       |                       |
| 2013/14                      | Karlovarská krajská liga                                   | 4. úroveň | 2. místo |                                       |                       |
| 2014/15                      | Karlovarská krajská liga                                   | 4. úroveň | 2. místo |                                       |                       |
| 2015/16                      | Karlovarská krajská liga                                   | 4. úroveň | 3. místo |                                       |                       |